# Presque adultes
Nos chers voisins
Presque adultes est une série télévisée humoristique française de format shortcom diffusée sur TF1. Sa première saison est diffusée de juillet à septembre 2017, et est composée de dix épisodes de six minutes.

## Synopsis
Norman, Cyprien et Natoo sont trois jeunes adultes qui essaient de se gérer dans les situations de la vie quotidienne, et sont confrontés aux nouveaux problèmes de la vie d'adulte tel que les problèmes de santé,  la question du mariage, le décès et les responsabilités.

## Fiche technique
Sauf indication contraire, les informations mentionnées dans cette section peuvent être confirmées par la base de données cinématographiques Allociné,  présente dans la section « Liens externes ».
- Titre original : Presque adultes
- Réalisation : Antoine Garceau
- Scénario : Cyprien Iov, Norman Thavaud, Florent Bernard, Julien Josselin
- Société de production : Mixicom
- Genre : Shortcom
- Pays d'origine :  France
- Langue : français
- Durée : 6 minutes environ

## Distribution principale
- Cyprien Iov : lui-même
- Natoo : elle-même
- Norman Thavaud : lui-même

## Liste des épisodes

### Épisode 1:Passer du temps avec ses parents
- France : 4,3 millions de téléspectateurs (première diffusion)

- Jean-Pierre Becker : le père de Norman

### Épisode 2:Le Chien
- France : 2,85 millions de téléspectateurs (première diffusion)

- Pauline Desmons : Inès Martinet alias « Grand Corps Malade »
- Pierre Cacha : Matthieu, le copain de Natoo
- Nina Mélo : Laurie, la copine de Cyprien
- Claudine Acs : voisine du dessous

### Épisode 3:Le Repas de famille
- France : 2,81 millions de téléspectateurs (première diffusion)

- Sandra Dorset : la tante de Natoo
- Nicolas Lormeau : l'oncle de Natoo
- Philippe Berodot : l'autre oncle de Natoo
- Pierre Gommé : Lucas
- Jules Dubourdieu : le petit-frère
- Gérard Thirion : le grand-père
- Pierre Cachia : Matthieu

### Épisode 4:Garder sa nièce
- France : 2,87 millions de téléspectateurs (première diffusion)

- Maud Givert : Julie, la sœur de Norman
- Milly Blot : Emma, la nièce de Norman
- Emmanuelle Bodin : la vendeuse

### Épisode 5:Les Jouets
- France : 1,86 million de téléspectateurs (première diffusion)

- Mathilde Wambergue : la mère de Cyprien
- Cyprien Craipeau : Enzo

### Épisode 6:La Mammographie
- France : 2,35 millions de téléspectateurs (première diffusion)

- François Bureloup : Le médecin
- Christiane Bopp : Madame Claude
- Sacha Huyghe : L'enfant

### Épisode 7:L'Oncle mort
- France : 3,27 millions de téléspectateurs (première diffusion)

- Mathilde Wambergue : la mère de Cyprien
- Daniel-Jean Colloredo : le curé
- Claudine Vincent : la grand-mère de Cyprien

### Épisode 8:Le Vieux Monsieur
- France : 3,18 millions de téléspectateurs (première diffusion)

- Pierre Cacha : Matthieu, le copain de Natoo

### Épisode 9:Le + 1 de sa vie
- France : 3,66 millions de téléspectateurs (première diffusion)

### Épisode 10:Le Mariage
- France : 4,14 millions de téléspectateurs (première diffusion)

- Pierre Cachia : Mathieu
- Nina Mélo : Laurie
- Jean-Pierre Becker : père de Norman
- Marc Jarousseau (Kemar) : Lui-même

## Audiences
| Épisode | Jour et horaire de diffusion  | Nom                              | Audience moyenne          | Audience moyenne | Réf.   |
| Épisode | Jour et horaire de diffusion  | Nom                              | Nombre de téléspectateurs | PDM              | Réf.   |
| ------- | ----------------------------- | -------------------------------- | ------------------------- | ---------------- | ------ |
| 1       | Samedi 8 juillet 2017 20:45   | Passer du temps avec ses parents | 4 290 000                 | 26,2 %           | [ 2 ]  |
| 2       | Samedi 15 juillet 2017 20:45  | Le Chien                         | 2 852 000                 | 18,4 %           | [ 3 ]  |
| 3       | Samedi 22 juillet 2017 20:45  | Le Repas de famille              | 2 818 000                 | 16,7 %           | [ 4 ]  |
| 4       | Samedi 29 juillet 2017 20:45  | Garder sa nièce                  | 2 873 000                 | 18,6 %           | [ 5 ]  |
| 5       | Samedi 5 août 2017 20:45      | Les Jouets                       | 1 864 000                 | 11,7 %           | [ 6 ]  |
| 6       | Samedi 12 août 2017 20:45     | La Mammographie                  | 2 350 000                 | 14,1 %           | [ 7 ]  |
| 7       | Samedi 19 août 2017 20:45     | L'Enterrement                    | 3 270 000                 | 19,9 %           | [ 8 ]  |
| 8       | Samedi 26 août 2017 20:45     | Le vieux monsieur                | 3 176 000                 | 19,5 %           | [ 9 ]  |
| 9       | Samedi 2 septembre 2017 20:45 | Le + 1 de sa vie                 | 3 659 000                 | 19,1 %           | [ 10 ] |
| 10      | Samedi 9 septembre 2017 20:45 | Le Mariage                       | 4 140 000                 | 20,1 %           | [ 11 ] |